# أدولف موشج
أدولف موشج (بالألمانية: Adolf Muschg). ولد في عام 1934 في زيورخ. روائي سويسري.

## مسيرته
درس موشج الأدب الألماني والأدب الأنجليزي والفلسفة في زيورخ. وفي عام 1959 حصل على الدكتوراة برسالة عن النحات والكاتب التعبيري إرنست بارلاخ. عمل في البداية مدرساً للأدب الألماني في زيورخ، ثم عمل أستاذاً بالجامعات السويسرية والألمانية واليابانية والأمريكية. وهو يعمل منذ عام 1970 أستاذاً لعلم الأدب في زيورخ. وفي الفترة من 1974 حتى 1977 كان موشج عضواً في لجنة التحضير لإعادة كتابة الدستور السويسري، كما كان عضواً لأكاديمية الفنون في برلين وحصل على العديد من الجوائز الأدبية.

## أعماله
- في صيف الأرنب «Im Sommer des hasen» (رواية 1965)
- قصص حب «Liebeseschichten» (قصص 1972)
- أعماق ألبيسر «Albissers Grund» (رواية 1974)
- معارف بعيدون «Entfernte Bekannte» (قصص 1976)
- أمنية أخرى «Noch ein wunsh» (قصة 1979)
- الجسد والحياة «Lieb und Leben» (قصص 1982)
- الضوء والمفتاح - قصة تربوية لأحد مصاصي الدماء «Das Licht und SchlÜssel Erziehungsroman eines Vampirs» (رواية 1984)

## روابط خارجية
- أدولف موشج على موقع IMDb (الإنجليزية)
- أدولف موشج على موقع مونزينجر (الألمانية)